# Eosentomon tropicum
Eosentomon tropicum är en urinsektsart som beskrevs av Yin 1986. Eosentomon tropicum ingår i släktet Eosentomon och familjen trakétrevfotingar. Inga underarter finns listade i Catalogue of Life.